# Лагери, Филипп
Фили́пп Лагери́ (фр. Philippe Laguérie; 30 сентября 1952, Со (О-де-Сен), Франция) — французский католический священник, основатель и глава Института Доброго Пастыря, бывший член Священнического братства св. Пия X.

## Биография

### Братство святого Пия X
Окончил принадлежащую Братству святого Пия X семинарию в Эконе, 29 июня 1979 года рукоположён в священники монсеньором Марселем Лефевром. С 1984 году стал настоятелем церкви Сен-Никола-дю-Шардонне в Париже, сменив монсеньора Франсуа Дюко-Бурже, и оставался на этой должности до 1997 года. В марте 1993 года вместе с 400 прихожанами Братства совершил попытку захвата парижской церкви Сен-Жермен-л'Оксерруа. В 1998 года переехал в Бордо, где в 2002 году получил от тогдашнего мэра города Алена Жюппе разрешение использовать под религиозные нужды заброшенную церковь Сент-Элуа и основал там приход Братства святого Пия X.
22 июля 2004 года направил 35 священникам Братства св. Пия X письмо, содержащее жёсткую критику системы образования в семинарии Экона. Распоряжением главы Братства монсеньора Бернара Фелле был переведён в мексиканское отделение Братства. Из-за отказа подчиниться и покинуть Бордо, 16 сентября 2004 года вместе с отцом Кристофом Эри исключён из Братства святого Пия X.

### Институт Доброго Пастыря
8 сентября 2006 года с согласия папы Бенедикта XVI учредил общество апостольской жизни «Институт Доброго Пастыря» (IBP) и стал его генеральным настоятелем. Согласно уставу, общество является институтом понтификального права, подчиняясь папской Комиссии «Ecclesia Dei» и Конгрегации по делам Институтов Посвященной Жизни и Обществ Апостольской Жизни, и обладает правом служения мессы по миссалу Пия V (т. н. Тридентской мессы). Основание Института Доброго Пастыря ознаменовало официальное примирение о. Лагери и его товарищей с Римско-Католической Церковью. 1 февраля 2007 года подписано соглашение между Институтом и архиепископом г. Бордо кардиналом Жаном-Пьером Рикаром об основании прихода Института при церкви Сент-Элуа в Бордо.

## Деятельность
О. Лагери охотно и много контактирует со средствами массовой информации, выступает по радио и телевидению. Ведёт собственный интернет-блог. Он является автором серии аудио-бесед об основах католической веры и книг «Avec ma bénédiction»; «L’Evangile inconnu».